# Shamrock III (chalutier)
Pour le voilier britannique, voir Shamrock III.
Le Shamrock III était un chalutier de grande pêche fécampois. Il a pêché sur les bancs de Terre neuve de 1957 à 1980 ; il fut le dernier chalutier classique (pêche sur le côté) français, et est resté particulièrement connu à Fécamp et dans le monde de la grande pêche. Il apparait dans le film Le Crabe-Tambour de Pierre Schoendoerffer.

## Histoire
Il est construit en 1956 au chantier Beliard, Crighton & Co d'Ostende en Belgique pour l'armement fécampois André Ledun. Lancé le 15 décembre 1956, il arrive à Fécamp le 18 mars 1957 et appareille deux jours plus tard pour des essais à la mer. Dès le 28 mars, il appareille cette fois, pour sa première campagne de grande pêche sous le commandement du capitaine de pêche Louis Villard, secondé par Louis Ebran. Il apparait, sous son nom réel, dans le film Le Crabe-Tambour (1977) de Pierre Schoendonfer où des scènes furent filmées. Il y est alors commandé fictivement par « l'homme au chat noir ». Le chalutier a fait l'objet d'un documentaire télévisé, Les Laboureurs de la mer de Francis Boucher pour la chaine TF1 en 1979 où l'équipe a suivi une campagne de pêche sur le terre-neuvas. Sa dernière campagne se déroulera du 28 mai au 4 août 1980 avec Jean Recher comme capitaine, qui avait commandé plusieurs fois ce terre-neuvas et l'évoque dans son ouvrage Le Grand Métier. Le Shamrock est représenté sur un timbre de Saint-Pierre-et-Miquelon en 2014.

## Caractéristiques
- Longueur : 70,92 m hors tout, 64,84 m entre perpendiculaires[3]
- Largeur : 10,83 m[3]
- Jauge : 947 tonneaux (jauge brute),  407 tonneaux (jauge nette)[3]
- Propulsion : moteur Klöckner-Humboldt-Deutz, 1 500 ch[3]
- Vitesse : 13,50 nœuds[3]